# Chiasmodon subniger
Chiasmodon subniger és una espècie de peix de la família dels quiasmodòntids i de l'ordre dels perciformes.

## Descripció
Fa 3 cm de llargària màxima. 43-44 vèrtebres (versus 47-48 en Chiasmodon harteli). 12-13 radis a les aletes pectorals (vs. 15-16 en Chiasmodon pluriradiatus i Chiasmodon asper). 1 espina i 5 radis tous a les aletes pelvianes. Absència d'espínules dèrmiques força petites en els espècimens més grans de 48,7 mm de longitud. 1 ullal a cada premaxil·lar. Mandíbula inferior curta, la qual no s'estén més enllà de la superior. Musell rom i curt (versus allargat i punxegut en Chiasmodon harteli). Línia lateral no interrompuda.

## Alimentació
El seu nivell tròfic és de 3,01.

## Hàbitat i distribució geogràfica
És un peix marí, pelàgic (entre 245 i 4.568 m de fondària) i oceànic, el qual viu al Pacífic oriental (48°N-29°S): des de les illes Hawaii fins a Xile i la costa occidental de Mèxic.

## Observacions
És inofensiu per als humans i el seu índex de vulnerabilitat és baix (10 de 100).